# جون إدغار بيرن
جون إدغار بيرن (بالإنجليزية: John Edgar Byrne)‏ هو صحفي أسترالي، ولد في 1842، وتوفي في 1906.